# Йован Змай
Йован Йовановіч Змай (серб. Јован Јовановић Змај; 24 листопада 1833, Нові Сад — 3 червня 1904, Сремська Камениця, Воєводина) — сербський поет.

## Життя та творчість
Народився в родині чиновника в 1833 році. Здобув юридичну і медичну освіту. Перші вірші написав на початку 1850-х років.
Учасник Омладинського (молодіжного) руху, співробітничав у газеті «Застава» («Прапор»), допомагав підготовці національно-визвольного повстання в Герцеговині в 1875 році.
Займався видавничою діяльністю, особливо в напрямку сатиричного друку (журнали «Змай», тобто «Змій», «Жижа» («Вогник»), «Старман» («Карлик»).
Змай спочатку формувався в літературі під впливом романтизму, згодом став одним із фундаторів реалізму в сербській поезії. Поезія Змая зіграла видну роль у розвитку сербського віршування та поетичних жанрів, вона сприяла зближенню літературної мови з народною мовою.
Перші вірші Йовна Змая переважно ліричні. З часом в його поезії почали переважати суспільні мотиви. Одне з центральних місць у творчості Змая належить національно-патріотичній темі. У романтичних образах він оспівав героїчне минуле народу, боротьбу з іноземними загарбниками («Віла», 1858 рік; «Три гайдука», 1866 рік; «Нещасна мати», 1871 рік).
Упродовж російсько-османської війни 1877—1878 років у поезії Змая виникла тема сербсько-російської дружби («Дві руди», 1877 рік; «Пам'ятник на Руевіце», 1880 рік).
У сатиричних віршах поет викривав бюрократичну систему («Ютутунський народний гімн», 1865 рік; «Пісенька найвідданішого громадянина», 1871 рік; «Ода ціпку», 1878 рік; «Нові вибори в Сербії», 1884 рік), з блискучоюм дотепністю висміював буржуазні звичаї («Ода дияволу», 1873 рік; «Ода ключу від льоху», 1884 рік).
Одним з перших у сербській поезії Змай зобразив безправне життя сербського селянства і міської бідноти («Третя частка», 1880 рік; «Лихвар», 1881, «Швачка»). Перейнята співчуттям до пригноблених, поезія Змая містить пристрасний заклик до визвольної боротьби («Світлі могили», 1879 рік). У віршах «Париж пал» (1871 рік) і «Милостивій Європі» (1872 рік) поет виступив у захист паризьких комунарів.
До найкращих зразків сербської романтичної лірики відносять збірки «Троянди» (1864 рік), «Зів'ялі троянди» (1882 рік), в них оспівана історія любові поета. Вірші для дітей принесли Змаю славу одного з найкращих дитячих поетів. Він був видавцем популярного дитячого журналу «Нігтики». На схилі років Змай опублікував збірку творів в дусі народних пісень «Сновидіння» і цикл патріотичних віршів «Дивосил» (1900 рік). Змай відомий також як перекладач, зокрема творів Пушкіна, Лермонтова, Некрасова, Беранже, Гейне, Гете, Петефі. Змаю належать також комедія «Короп» (1864 рік), оповідання, статті на літературні й політичні теми. Український переклад поезії Йована Змая здійснив Павло Грабовський, опубліковано в збірці «З чужого поля» в 1895 році.